# ステファニー・ブラウン・トラフトン
ステファニー・ブラウン・トラフトン（Stephanie Brown Trafton、1979年12月1日 - ）は、アメリカ合衆国の陸上競技選手。2008年北京オリンピックの金メダリストである。カリフォルニア州サンルイスオビスポ出身。

## 経歴
ブラウン＝トラフトンは、4歳のときに見たロサンゼルスオリンピックの体操女子個人総合で金メダルを獲得したメアリー・ルー・レットンの演技に感化されたと話している。子どもの頃からいくつものスポーツを経験。最終的には陸上競技とバスケットボールの2競技の選手となる。
高校時代には、円盤投と砲丸投の選手として活躍。1996年には、砲丸投でカリフォルニア州の高校チャンピオンに輝いている。1997年は2位となったものの、1998年には円盤投で優勝を果たす。陸上に加え、バスケットボールでも優秀な選手であったため、両競技で奨学金を得て、カリフォルニア州立ポリテクニック大学に進学。しかし、大学進学後、ひざのけがのためバスケットボールをあきらめ、陸上競技にのみ集中することとなる。1999年から2003年までの間、砲丸投と円盤投で6度NCAAオールアメリカンに輝いている。
2004年アテネオリンピックの代表選考には、砲丸投と円盤投の2種目にエントリー。円盤投で自己ベストを3m近く更新する61m34でA標準記録を突破し、オリンピック代表の座を射止めた。しかし、アテネでは予選で自己ベストの61m90に程遠い58m54で全体の22位となり決勝に進むことはできなかった。
ブラウン＝トラフトンは、2004年以降ベスト記録が更新できないでいたが、2008年3月以降数度にわたりベストを更新。北京オリンピックまでに66m17まで自己ベストを伸ばしていた。北京では、今シーズン世界2位であること、今シーズンで4mも自己ベストを伸ばしていることからメダル獲得の期待が高まっていた。8月18日の決勝では、1投目で64m74をマーク。2投目、3投目はネットに引っ掛け、4投目以降も記録は伸びなかったものの、ほかの選手の記録も伸びてこず、結局1投目の記録が決勝の記録となり、世界選手権ほか大きな大会でも優勝したことのないまま、オリンピックチャンピオンに輝いた。

## 自己ベスト
- 砲丸投 - 17m86 (2004年)
- 円盤投 - 67m74 (2012年)

## 主な実績
| 年   | 大会                               | 場所                       | 種目   | 結果      | 記録  |
| ---- | ---------------------------------- | -------------------------- | ------ | --------- | ----- |
| 2004 | オリンピック                       | アテネ(ギリシャ)           | 円盤投 | 22位（q） | 58m54 |
| 2008 | オリンピック                       | 北京(中華人民共和国)       | 円盤投 | 1位       | 64m74 |
| 2008 | IAAFワールドアスレチックファイナル | シュトゥットガルト(ドイツ) | 円盤投 | 3位       | 62m23 |

- qは予選